# Estación de Princesa-Huelin
Princesa-Huelin es una estación de la línea 2 del Metro de Málaga. Se sitúa en el cruce entre la calle Héroe Sostoa y el desvío hacia el Puente de Juan XXIII, entre el extremo suroccidental del barrio homónimo y de los barrio de Huelin, Alaska y Regio dentro de los límites del distrito Carretera de Cádiz de Málaga capital, España.

## Historia
En un primer momento, esta estación iba a recibir el nombre del barrio vecino de Huelin; y es posible encontrarlo así en los primeros planos del proyecto del ferrocarril metropolitano. Al sustituirse su nombre por el de La Princesa, las asociaciones de vecinos de Huelin reclamaron un cambio de denominación al no estar de acuerdo con la no aparición del nombre Huelin en la cartelería, algo que consideraban "inexplicable e imperdonable".

### Apertura
La estación, ya con la denominación conjunta Princesa-Huelin, fue inaugurada junto al resto de tramos originales de la red el 30 de julio de 2014.

## Situación

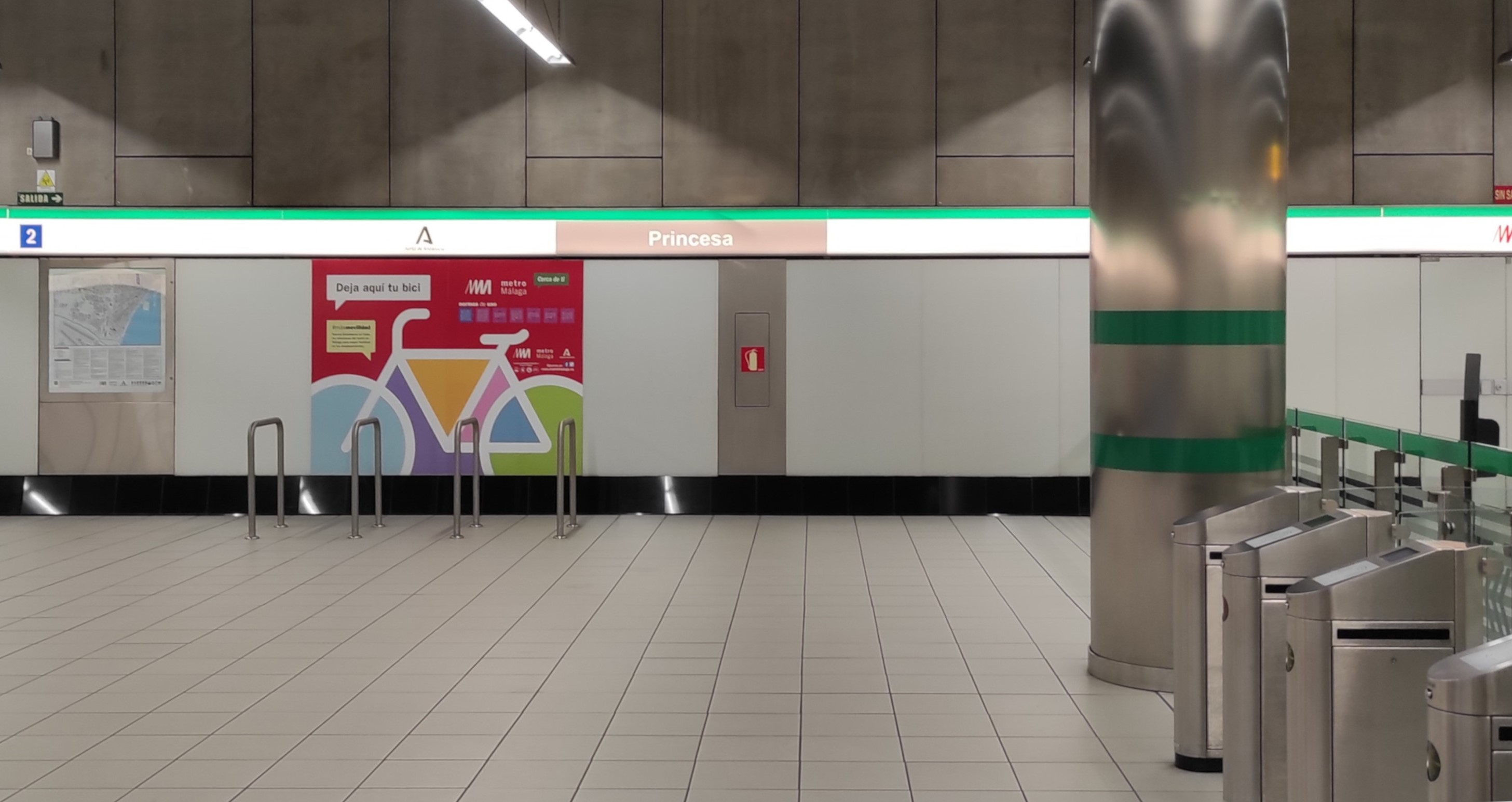
Vestíbulo de la estación.

La estación de Princesa-Huelin se encuentra en la calle Héroe de Sostoa (conocida popularmente como la carretera de Cádiz), en el cruce con la avenida Juan XXIII y la calle abogado Federico Orellana Toledano (que posteriormente toma el nombre de calle Princesa). Según los límites oficiales del ayuntamiento de Málaga, está en el extremo suroriental del barrio de La Princesa. 
Princesa-Huelin da servicio a los barrios de La Princesa, Alaska, Regio y Huelin. Próxima a la estación se encuentra la iglesia de San Patricio, el Mercado de Huelin, el Museo Ruso y el Museo Automovilístico de la Tabacalera y los terrenos de Repsol. 

## Características
La estación se compone de dos niveles subterráneos, el primero es un vestíbulo donde se encuentran las máquinas expendedoras de billetes y los tornos de entrada, mientras que en el nivel inferior están los andenes. Cuenta con un andén central y dos vías. 

## Accesos
- Ascensor: Héroe de Sostoa, 142-144
- Calle Héroe de Sostoa, 142-144 (Junto al cruce con la avenida Juan XXIII)

## Líneas y conexiones

### Metro
| << cabecera    | < estación | LÍNEA | LÍNEA | LÍNEA | estación > | cabecera >>             |
| Hospital Civil | La Isla    |       |       |       | El Torcal  | Palacio de los Deportes |

### Autobuses
| Diurnos   |                  |                                |
| Línea     | Dirección        | Parada                         |
| 1         | San Andrés       | HÉROE DE SOSTOA-OBRAS PÚBLICAS |
| 3         | Puerta Blanca    | HÉROE DE SOSTOA-OBRAS PÚBLICAS |
| 5         | Guadalmar        | HÉROE DE SOSTOA-OBRAS PÚBLICAS |
| 7         | Parque Litoral   | HÉROE DE SOSTOA-OBRAS PÚBLICAS |
| 9         | Churriana        | HÉROE DE SOSTOA-OBRAS PÚBLICAS |
| 10        | Churriana        | HÉROE DE SOSTOA-OBRAS PÚBLICAS |
| 27        | P.I. Guadalhorce | HÉROE DE SOSTOA-OBRAS PÚBLICAS |
| A         | Aeropuerto       | HÉROE DE SOSTOA-OBRAS PÚBLICAS |
| Nocturnos |                  |                                |
| Línea     | Dirección        | Parada                         |
| N1        | Puerta Blanca    | HÉROE DE SOSTOA-OBRAS PÚBLICAS |

| Diurnos |                   |        |
| Línea   | Dirección         | Parada |
| M-110   | Benalmádena Costa | GOYA   |
| M-113   | Fuengirola        | GOYA   |